# Huli, Hmilnîk
Huli (în ucraineană Гулі) este un sat în comuna Lozova din raionul Hmilnîk, regiunea Vinnița, Ucraina.

## Demografie
Componența lingvistică a localității Huli
     Ucraineană (100%)
Conform recensământului din 2001, toată populația localității Huli era vorbitoare de ucraineană (100%).